# Doug Hutchison
Douglas Anthony (Doug) Hutchison (Dover, 26 mei 1960) is een Amerikaans acteur. Voor zijn rol als de omhooggevallen gevangenbewaarder Percy Wetmore in The Green Mile werd hij in 2000 individueel genomineerd voor een Golden Satellite Award en samen met alle acteurs voor een Screen Actors Guild Award. Hij maakte in 1988 zijn film- en acteerdebuut als Sproles in de dramafilm Fresh Horses.
Naast zijn filmwerk had Hutchison verschillende keren een rol als wederkerend personage in een televisieserie. Zo verscheen hij in het eerste seizoen van The X-Files tweemaal als Eugene Victor Tooms, een bovennatuurlijke moordenaar die zijn lichaam op onnatuurlijke wijze kan strekken en zodoende zo'n beetje elke ruimte in en uit kan komen, zonder sporen van braak achter te laten. Recenter verscheen Hutchison in Lost als Horace Goodspeed, de leider van het Dharma Initiative in de jaren zeventig.
Op 20 mei 2011 trouwde Hutchison in Las Vegas met de toen zestienjarige Courtney Alexis Stodden (Tacoma, 29 augustus 1994). De moeder van de bruid moest voor dit huwelijk schriftelijk toestemming geven, omdat haar dochter op dat moment nog niet meerderjarig (ouder dan achttien jaar) was. Hutchison is twee keer eerder getrouwd geweest. Hij heeft geen kinderen.

## Filmografie
*Exclusief televisiefilms
- Give 'Em Hell, Malone (2009)
- Punisher: War Zone (2008)
- Days of Wrath (2008)
- The Burrowers (2008)
- Moola (2007)
- The House on Turk Street (2002)
- The Salton Sea (2002)
- I Am Sam (2001)
- Bait (2000)
- Shaft (2000)
- The Green Mile (1999)
- Batman & Robin (1997)
- Con Air (1997)
- Love Always (1996)
- A Time to Kill (1996)
- The Lawnmower Man (1992)
- The Chocolate War (1988)
- Fresh Horses (1988)

## Televisieseries
*Exclusief eenmalige gastrollen
- Lost - Horace Goodspeed (2007-2009, zeven afleveringen)
- Kidnapped - Schroeder (2006-2007, acht afleveringen)
- John Doe - Lenny Pescoe (2002-2003, twee afleveringen)
- The Practice - Jackson 'Jackie' Cahill (2001, twee afleveringen)
- Space: Above and Beyond - Elroy-El (1995-1996, drie afleveringen)
- Party of Five - Loren (1994, vier afleveringen)
- The X-Files - Eugene Victor Tooms (1993-1994, twee afleveringen)